# Sækkelærred
Sækkelærred eller hessian er et groft brunt vævet klæde af plantefiber, som regel jute, men hamp og hør ses også. Stoffet bruges til sække, da det kan "ånde" og således ikke tager godt imod kondens fra sækkens indhold. Stoffet er også stærkt og holdbart, så det kan klare hårdhændet håndtering.
I 1970'erne kom hessiantapetet frem. Navnet hessian er engelsk for "hessisk" = "fra Hessen".
Anvendelsen af plantefibre er i vid udstrækning erstattet af kunstfibre, hvilket har ramt de juteproducerende lande hårdt (Bangladesh er et af de største producentlande). Til visse produkter – eksempelvis kaffe – foretrækkes hessian fortsat på grund af dets kvaliteter.
I udtrykket "klædt i sæk og aske" er det netop stoffets grove og tarvelige karakter, der henvises til.
- Wikimedia Commons har flere filer relateret til Sækkelærred